# Val Vogna
La Val Vogna (I' Vejin in walser) è una valle laterale della Valsesia, nel territorio della frazione di Riva Valdobbia.

## Geografia
La Val Vogna è situata a sud-ovest della frazione di Riva Valdobbia, tra la Val d'Otro a nord e la Valle Artogna a sud.
Si sviluppa per 14 km, è raggiungibile dalla frazione di Riva tramite una piccola strada asfaltata che dopo qualche tornante raggiunge la frazione Cà di Janzo. Da qui la strada prosegue in leggera salita fino alla frazione Sant'Antonio. Negli scorsi anni la frazione di Riva Valdobbia ha trasformato la parte iniziale dell'antica mulattiera, oltre Sant'Antonio, in una stretta strada di terra battuta riservata ai pochi residenti in valle, che termina poco prima della frazione Peccia.

Poco oltre quest'ultima frazione si incontra il cosiddetto ponte napoleonico; a questo punto la valle si biforca: verso destra è possibile salire al colle di Valdobbia (m. 2480), dove è situato l'Ospizio Sottile; a sinistra il sentiero segue il percorso del torrente fino all'alpe e al passo del Maccagno (m. 2495).

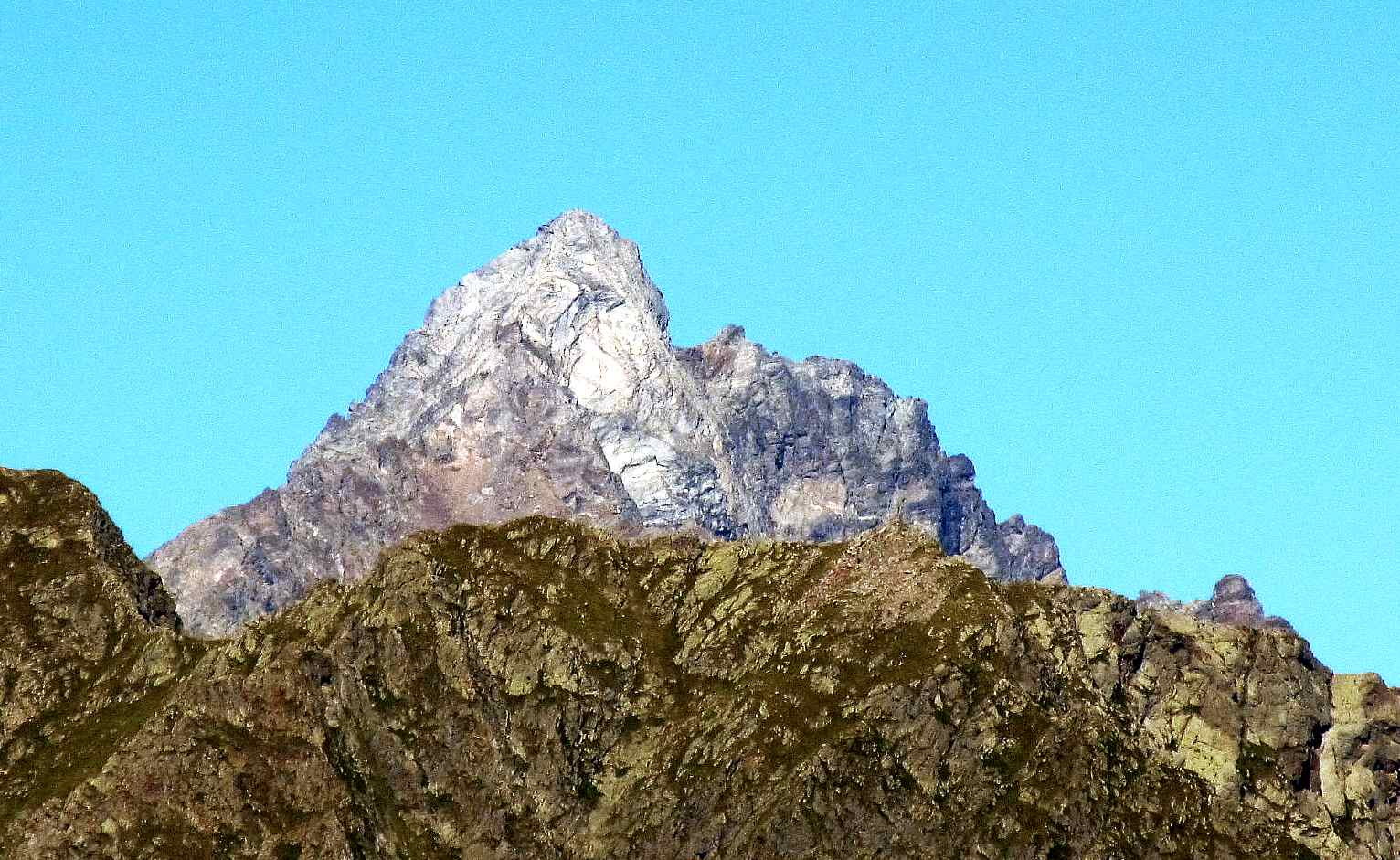
la vetta del Corno Bianco, 3320 m

### Vette
- Il Corno Bianco, è alto 3320 m, è la cima più elevata e importante della valle, da questa vetta si dipartono diverse creste rocciose che formano un complesso massiccio, con ghiacciai, valloni e laghi.
- La Punta di Nétschò, 3279 m, si trova leggermente a nord del Corno Bianco ed è anche il punto più a nord di tutta la Val Vogna, con il Corno Bianco, appunto, crea la Cresta di Nétschò, importante itinerario alpinistico.
- La Punta di Tschampono, 3233 m, una vetta dalla forma tozza, facente sempre parte del gruppo del Corno Bianco, si trova in fondo al Vallone di Rissuolo.
- La Cima del Forno, 3171 m, anche questa nel massiccio del Corno Bianco, da questa vetta si dipartono due crestoni che danno origine al Vallone del Forno.
- Il Corno Carro, 3026 m, vetta più isolata, dai ripidi versanti ma con una cima piatta molto caratteristica; si trova nel Vallone di Rissuolo.
- La Cresta Rossa, 2986 m, vetta con una conformazione rocciosa molto ricca di ferro, che con l'ossidazione diventa di color Bordeaux, ispirandone il nome.
- Il Corno Rosso o Punta Carestia, 2979 m, complesso insieme di creste e avvallamenti, interessante dal punto di vista alpinistico, è molto ben visibile dalla frazione Sant'Antonio.
- I Corni del Pallone, 2874 m, possono essere considerati anticime del Corno Rosso, si trovano sulla cresta spartiacque tra Val Vogna e Valle del Lys.
- La Punta delle Pile, 2817 m, è l'unica importante elevazione della cresta sud del Vallone del Forno, ha versanti molto scoscesi ed è poco conosciuta.

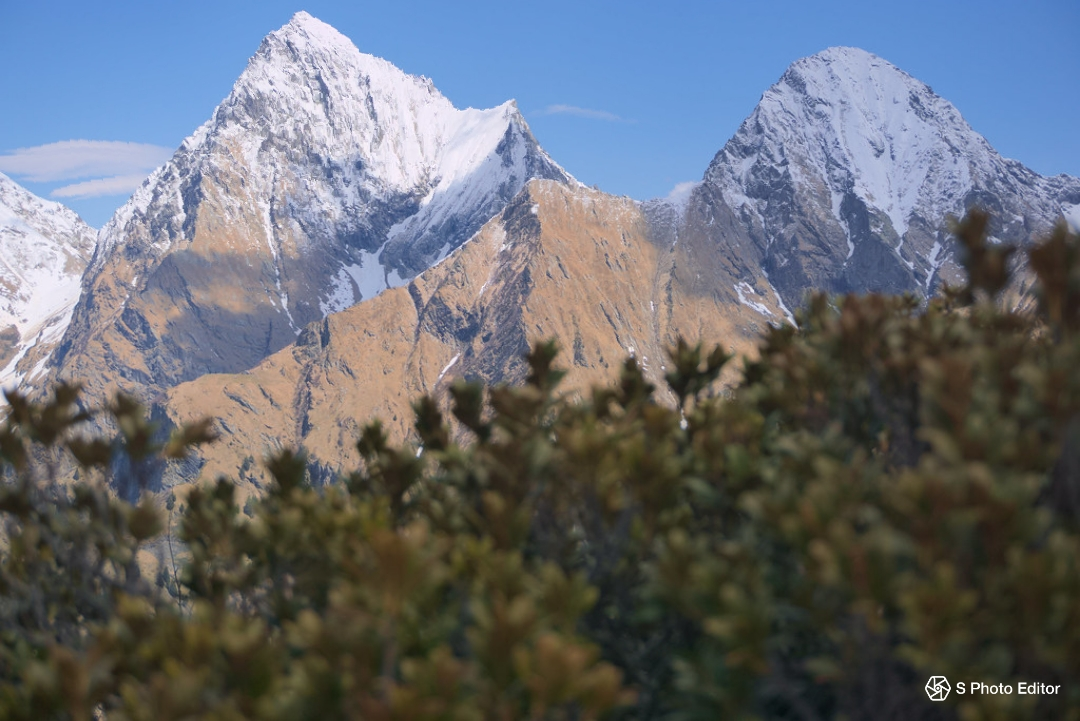
Panorama dalla cima Mutta, con il Monte Tagliaferro e la Cima Carnera.

- Panorama dalla cima Mutta, con il Monte Tagliaferro e la Cima Carnera.Il Monte della Meia o Frate della Meia, 2812 m, la vetta principale sulla cresta che divide la Val Vogna dalla Valle Artogna, un tempo sulla vetta aveva un monolite che ricordava la forma di un frate, da lì il nome.
- Il Corno Valdobbia, 2755 m, è la vetta che si trova a nord del Colle di Valdobbia, non è particolarmente difficile da raggiungere.
- La Punta delle Pisse, 2755 m, vetta situata sulla cresta che separa la Val Vogna dalla Val d'Otro.
- Il Corno Rosso, 2740 m, visibile dal Rifugio abate Antonio Carestia, ha la stessa composizione rocciosa della vicina Cresta Rossa.
- La Punta Beretta del Vescovo o Punta Cossarello, 2729 m, situata in fondo alla valle, fa da punto di incontro fra tre comuni: Alagna Valsesia, Campertogno e Rassa.
- La Punta del Cortese, 2711 m, tra Val Vogna e Artogna, è una vetta dalla forma appuntita.
- Il Monte Cossarello o Cima Morticci, 2710 m, è la vetta più a sud della valle e confina con la Val Gronda, la Val Sorba e il Vallone di Loo.
- La Punta Plaida, 2689 m, Cima minore sulla cresta nord del Corno Rosso.
- Il Monte Palancà, 2685 m, vetta più riconoscibile della cresta Vogna-Artogna, dalla forma imponente e dai ripidi versanti.
- La Punta del Tillio, 2675 m, praticamente attaccata alla Punta del Cortese, separata solo da uno stretto intaglio.
- La Pala d'Erta, 2633 m, vetta dai versanti più dolci delle altre circostanti, facilmente attaccabile dalla Bocchetta del Fornale.
- La Punta della Croce, 2617 m, vetta con una ripida parete sud, sulla cresta tra Val Vogna e Val d'Otro.
- La punta Oro, 2601 m, sperone roccioso che si distacca dalla Punta Carestia.
- La Punta Cornaccio, 2533 m, molto vicina al Passo del Maccagno.
- Il Palone di Janzo, 2531 m, sovrasta con la sua cupa parete nord l'Alpe Laghetto Giannuina.
- La Punta Balmone, 2519 m, recentemente una frana sul versante sud di questa vetta ha raso al suolo diversi alpeggi.
- Il Corno d'Otro, 2497 m, cima scoscesa, sui suoi versanti sono presenti la maggior parte delle frazioni Walser in Val Vogna.
- La Cima di Janzo, 2452 m, anticima pronunciata del Palone di Janzo.
- La Bruciata o Cima d'Alzarella, 2417 m, è la vetta più a est della Val Vogna.
- La Punta Pater, 2277 m, sperone roccioso che domina l'Alpe Pioda di Sopra.
- La Cima Mutta, 2135 m, eccezionale punto panoramico, ultima vetta della dorsale nord della valle.
- La Cima Tre Croci, 2078 m, sovrasta alcune frazioni in valle.

### Valli laterali

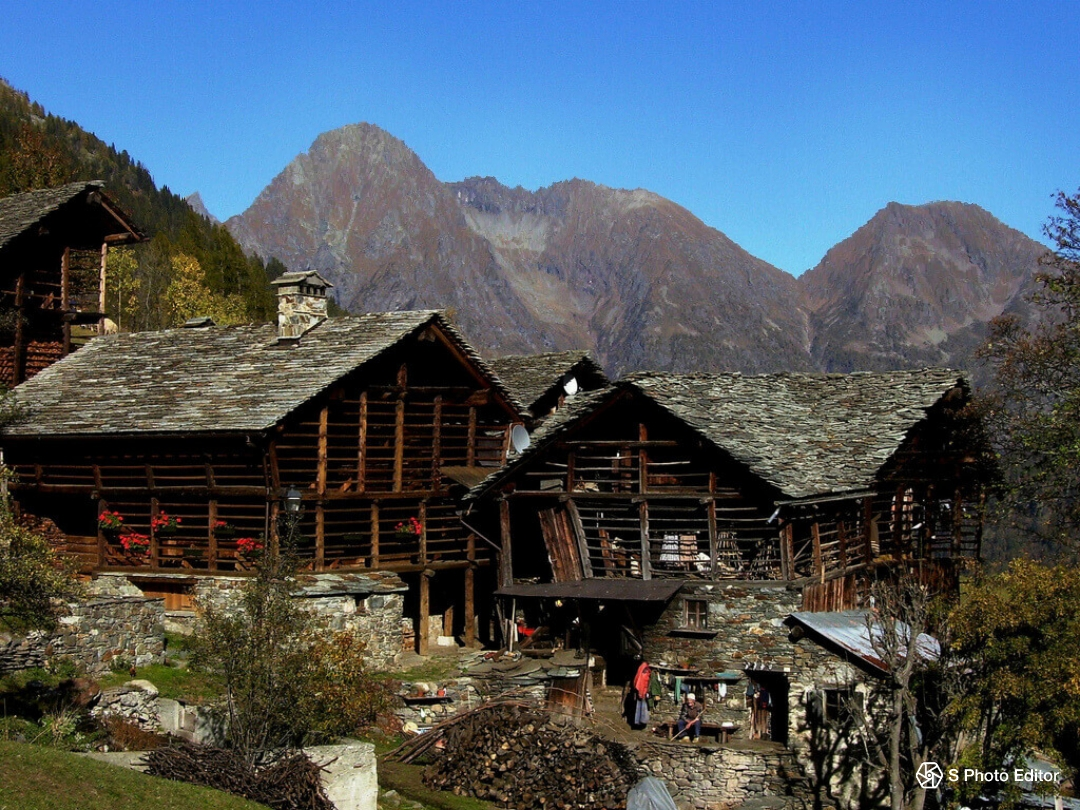
Frazioni Walser in Val Vogna

Dalla Vallata principale della Val Vogna (dove scorre il torrente Vogna), con una curvatura leggermente verso sud da Riva Valdobbia, si distaccano molte altre valli minori, le principali sono:
- Valdobbia, si sviluppa dal Colle di Valdobbia fino al ponte napoleonico per 3,5 km, è molto scoscesa e il torrente Valdobbia per questo crea molti salti e cascate. Il suo punto più elevato è la Cresta Rossa, 2986 m. All'interno di questa valle sono presenti diversi laghi alpini.
- Vallone di Rissuolo, è la più lunga (4 km) ed elevata valle laterale della Val Vogna, il suo punto più elevato è il Corno Bianco, 3320 m, ed è circondata da una cerchia di cime che superano tutte i 3000 m. Il suo corso d'acqua, il torrente Rissuolo, nasce al Lago Verde a Quota 2854 m, e incontra altri due laghi prima di precipitarsi in un baratro e unirsi al torrente Valdobbia.
- Vallone del Forno, parte dalla Punta del Forno e termina in località Le Pisse, è lungo 1,5 km. L'ambiente che lo caratterizza è totalmente privo di vegetazione, e lo rende molto severo e aspro.
- Vallone del Tillio, molto breve, formato da una conca a 2000 m dove risiedono le acque cristalline del Lago del Tillio.
- Vallone del Fornale, anch'esso molto breve, culminante nell'omonima bocchetta, racchiude il piccolo lago della Bosa in una conca laterale.

### Valichi alpini
Per traversare dalla Val Vogna in altre valli sono presenti numerosi valichi, alcuni molto importanti, altri quasi sconosciuti:

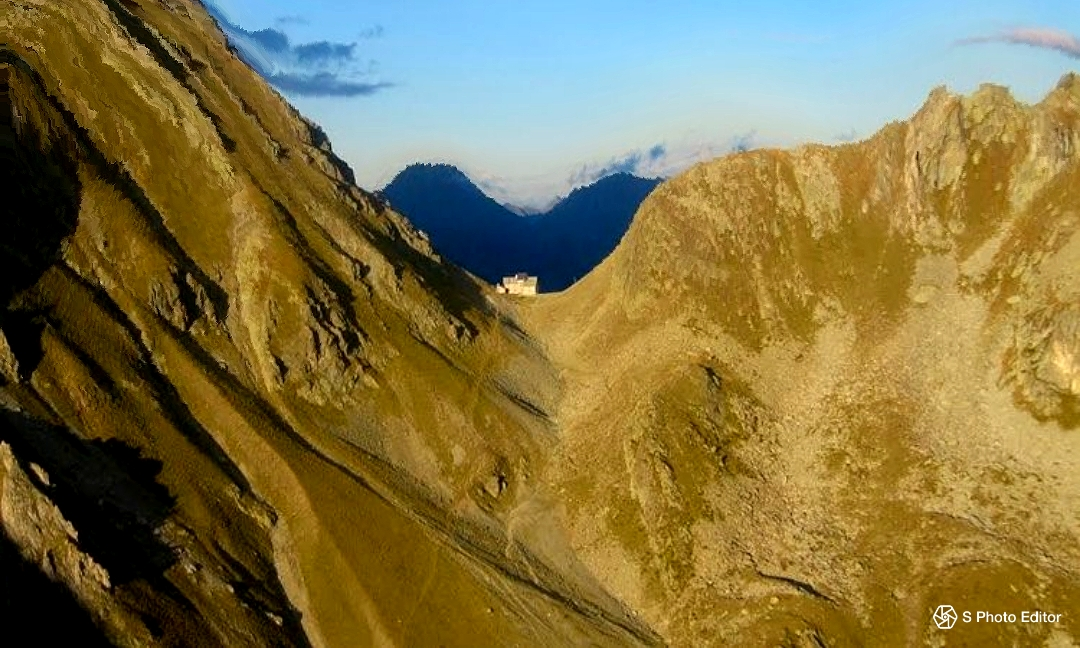
Il Colle Valdobbia, con il Rifugio Ospizio Sottile.

#### In Valle del Lys
- Bocchetta di Netscio, 3107 m, è un colle difficilmente raggiungibile e per questo quasi mai percorso, si trova tra la Punta di Nétschò e quella di Tschampono.
- Passo di Rissuolo, 2930 m, tra la Punta di Tschampono e il Corno Carro (in lingua walser, Charròhòre), su questo colle passa l'Alta Via Tullio Vidoni.
- Passo dell'Alpetto, 2769 m, colle abbastanza percorso, tra Corno Carro e Cresta Rossa.
- Passo di Valdobbiola, 2635 m, è passaggio di diversi eventi di Trail running, Tra Cresta Rossa e Corno Valdobbia.
- Passo del Maccagno, 2493 m, è un valico fondamentale, passaggio della Grande Traversata delle Alpi, si trova in fondo alla val Vogna.
- Colle di Valdobbia, 2480 m, su questo valico è presente il Rifugio Ospizio Sottile, si trova tra il Corno Valdobbia e la Punta Plaida.
- Passo del Camino, 2472 m, passaggio quasi sconosciuto e disagevole.

#### In Valle Artogna
- Colle della Meia, 2649 m, è il passo più alto che collega le due valli e anche il più impegnativo da raggiungere, comunque è abbastanza percorso.
- Colle del Forno, 2602 m, per arrivare a questo colle non ci sono sentieri veri e propri, è quasi sconosciuto.
- Bocchetta del Cortese o Fornetto, 2562 m, è il valico più utilizzato per passare tra queste due valli, è situato tra Monte della Meia e Punta del Cortese.
- Bocchetta del Fornale o Giare, 2531 m, passo molto panoramico che però è poco percorso.
- Bocchetta di Costa Fiorita, 2468 m, non ci sono sentieri che portano a questo passo.
- Bocchetta d'Ea, 2288 m, tra Cima di Lanzo e La Bruciata, difficile da raggiungere dalla valle Artogna.

#### In Val d'Otro
- Bocchetta di Puio, 3100 m, colle utilizzato quasi esclusivamente per la salita al Corno Bianco da Alagna.
- Passo delle Pisse, 2566 m, qui passa l'alta via Tullio Vidoni, questo è il collegamento più comune tra le due valli.
- Sella di Costa, 2397 m, valico senza sentieri molto difficile da raggiungere.

#### In Val Gronda
- Colle del Laghetto, 2532 m, unico passaggio tra le due valli.

### Laghi e corsi d'acqua

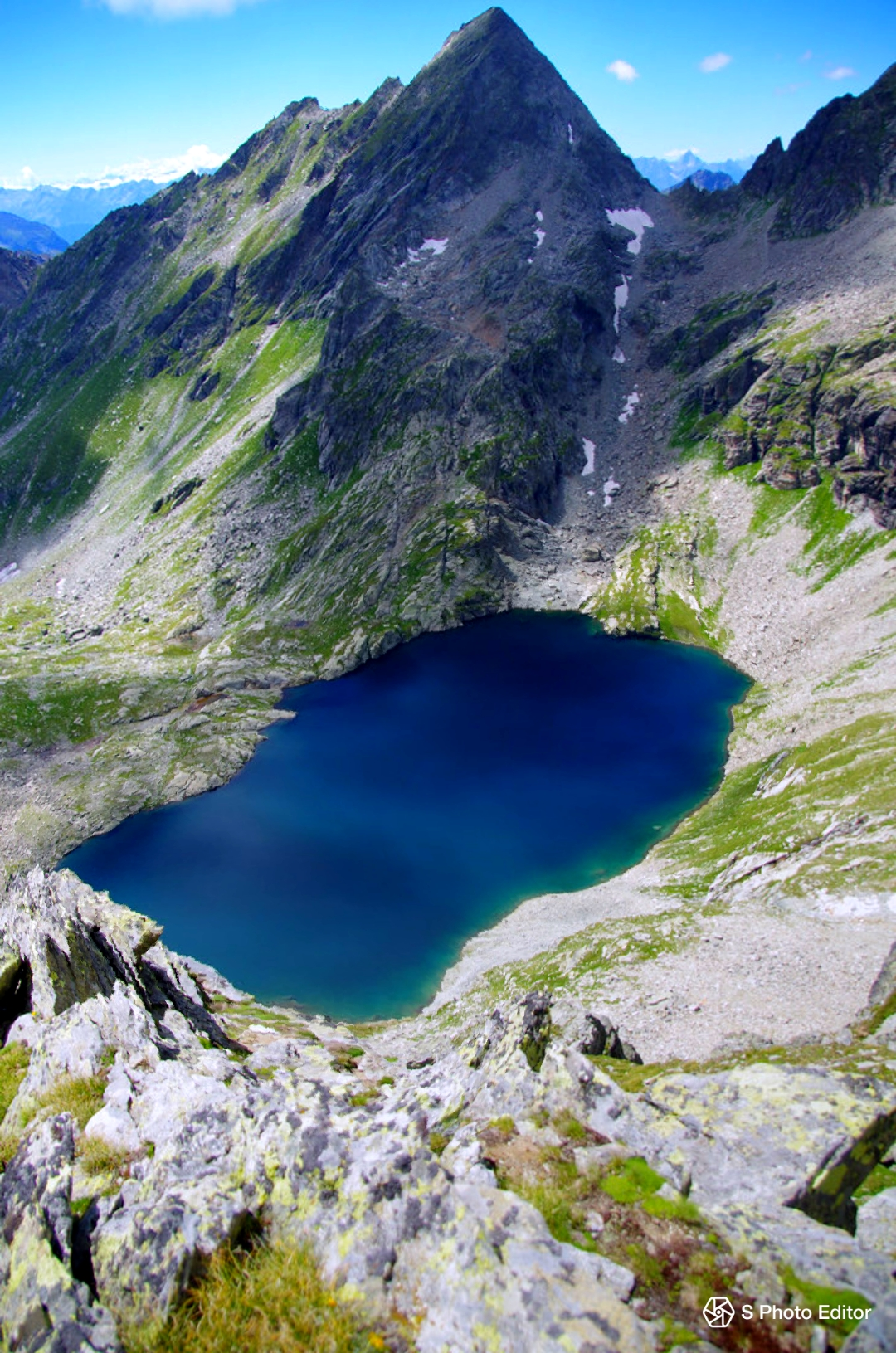
Il Lago Nero, il più grande in valle.

#### Laghi alpini
- Lago Verde, 2854 m, è il più alto della valle e si trova in cima al Vallone di Rissuolo, è molto piccolo.
- Lago Nero, 2667 m, è il lago più grande della Val Vogna e anche della Valsesia, si trova sempre nel Vallone di Rissuolo.
- Lago di Plaida, 2471 m, si trova in una conca detritica sotto il Corno Rosso, in Valdobbia.
- Laghetto della Meia, 2467 m, molto piccolo e irraggiungibile con sentieri, è posizionato sotto al Monte della Meia,
- Lago Bianco, 2333 m, è incastonato nel vallone di Rissuolo, sotto al Lago Nero, è facile da raggiungere dal Rifugio Carestia.
- Piccolo Lago Nero, 2322 m, si trova in fondo alla valle, sotto al Passo del Maccagno.
- Lago della Balma, 2316 m, posizionato poco più in basso del lago di Plaida.
- Lago della Caudrola o della Casera Nuova, 2306 m, sotto ai Corni del Pallone.
- Laghi del Maccagno, 2190 m, situati nella conca erbosa dell'alpe Maccagno; sono due.
- Lago del Cortese, 2189 m, in una bella conca erbosa, sotto la punta del Cortese.
- Lago del Tillio, 2187 m, accanto al lago del Cortese, separato da una crestina rocciosa.
- Lago della Bosa, 2046 m, presso l'alpe Bosa, molto piccolo.
- Laghetto Giannuina, 2000 m, si trova su una piana con davanti la Cima Tre Croci.
- Lago di Larecchio, 1904 m, dietro all'alpe Larecchio, immerso in un bosco di larici.
- Laghetto Stella, 1878 m, nelle stagioni particolarmente secche si prosciuga completamente.
- Laghetto della Peccia, 1410 m, lago artificiale.

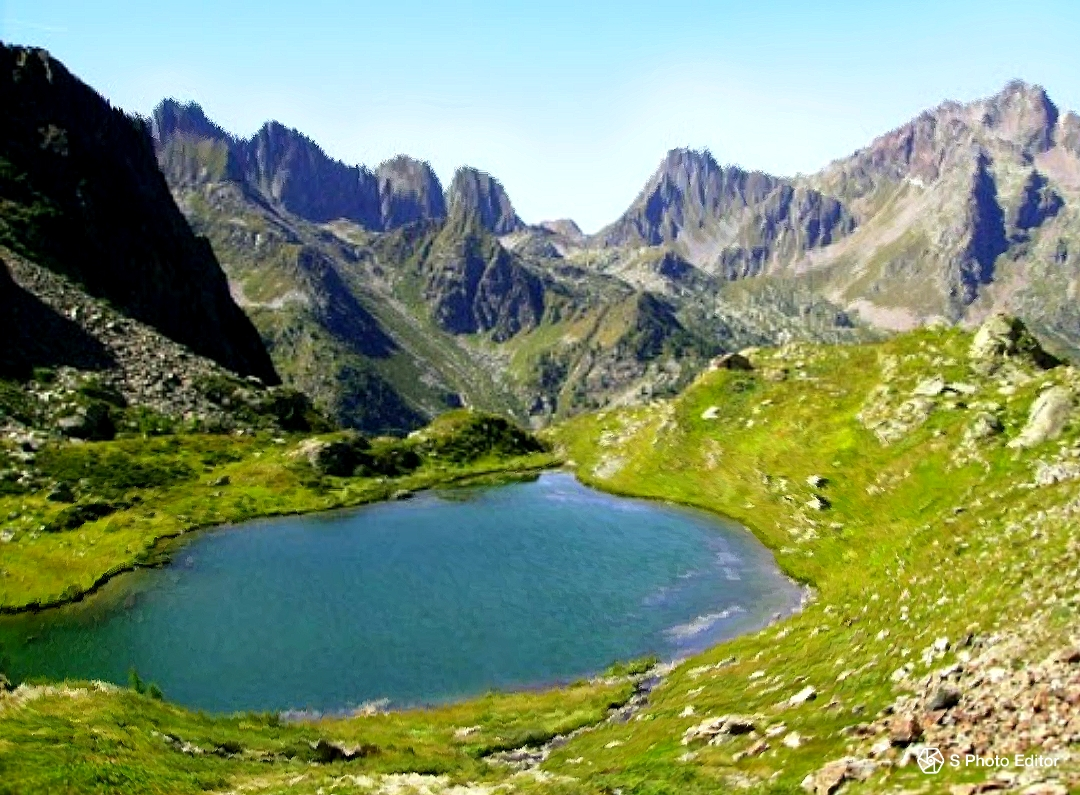
Il Lago del Tillio

#### Corsi d'acqua
- Torrente Vogna, circa 12 km di lunghezza, lungo il suo percorso crea diversi laghi; nel suo tratto più basso si incanala in una stretta forra.
- Torrente Valdobbia, 4 km di lunghezza, parte di questo torrente nasce dal lago della Balma.
- Torrente Rissuolo, 4,5 km, nasce dal Lago Verde e sul suo percorso incontra Lago Nero e Lago Bianco.
- Rio Pisse, 2 km, nasce nel vallone del Forno ed è alimentato dai nevai.
- Torrente del Cavallo, 1 km, la sua sorgente è sul Monte Palancà, il suo percorso è all'interno di una gola.
- Torrente Ronchi, 1 km.

## Frazioni e alpeggi
La valle ospita verdissimi alpeggi e alcuni villaggi con le caratteristiche case walser.

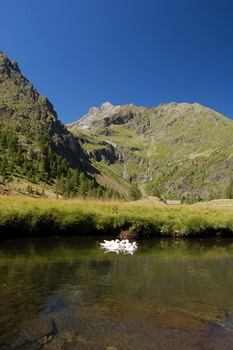
Alpe Larecchio e Corno Bianco

### Frazioni
- Vogna Sotto (m. 1280), piccolo borgo Walser situato poco sotto la strada principale, punto di partenza di alcuni sentieri.
- Cà di Janzo (m. 1354), una delle frazioni più belle, sul lato destro della strada, qui è presente anche un hotel.
- Cà Piacentino (m. 1361), si trova poco dopo Cà di Janzo, è composta da poche baite.
- Cà Morca (m. 1378), sempre sul lato destro della strada, piccolo villaggio Walser.
- Cà Verno (m. 1387), situata ai margini di un canalone, appena sopra la strada.
- Sant'Antonio (m. 1381), frazione dove la strada asfaltata termina, qui c'è un rifugio e l'Oratorio di Sant'Antonio.
- Selveglio (m. 1536), raggiungibile da Cà di Janzo con una bella mulattiera, è uno dei borghi più caratteristici, le baite sono tutte antiche, di architettura Walser e perfettamente conservate.
- Oro (m. 1510), si trova sull'alto sentiero Walser, molto simile a Selveglio.
- Cà Vescovo (m. 1466), visibile dalla strada, gruppo di belle baite in mezzo a un pratone.
- Rabernardo (m. 1453), raggiungibile da Sant'Antonio con un sentierino, qui c'è un piccolo museo Walser.
- Cambiaveto (m. 1499), composto da case molto distanti tra loro.
- le Piane (m. 1511), si raggiunge dalla strada sterrata con una piccola deviazione.
- Peccia (m. 1529), dove termina la carrozzabile, da questo punto partono la maggior parte dei sentieri della valle; il borgo è molto bello formato da poche baite riadattate a agriturismo e rifugio, poco più avanti del paesello si arriva all'Oratorio di s. Grato.
- Montata (m. 1739), frazione situata sui ripidi pendii della montagna, raggiungibile solamente a piedi.

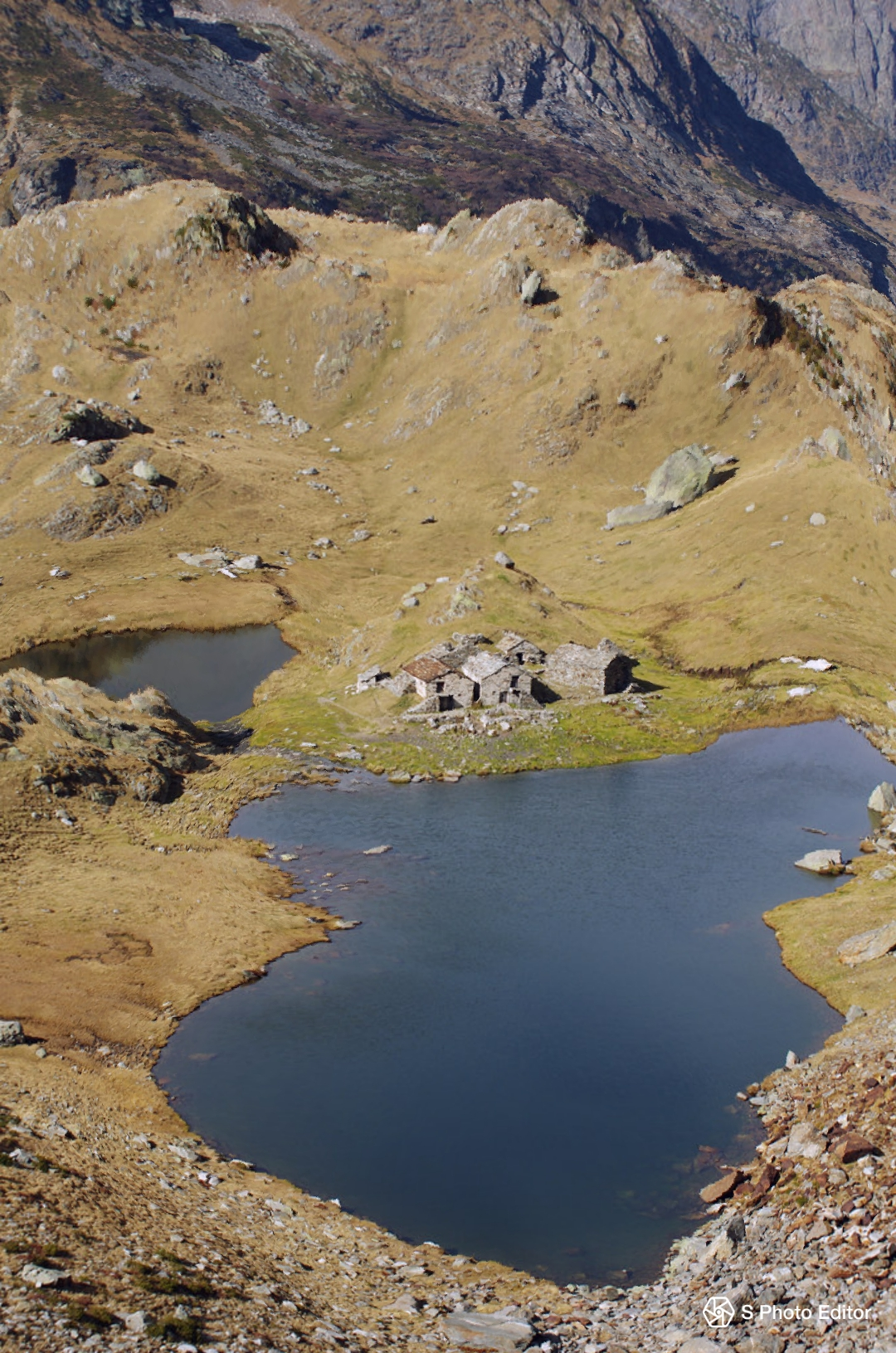
l'Alpe Maccagno, in fondo alla val Vogna

### Alpeggi
- Alpe Otgnoso (m. 2112), ai margini della valle, costruito su una piana sull'orlo si un baratro di 500 m.
- Alpe Stella (m. 1576), gruppo di baite situato sul versante nord della valle, raggiungibile da Riva Valdobbia.
- Alpe Laghetto Stella (m. 1878), costruita in prossimità di un laghetto, è abbastanza ampia ma semi-invasa da vegetazione.
- Alpe Laghetto Giannuina (m. 2000), sul bordo di un altro laghetto, con davanti la Cima Tre Croci.
- Alpe Pianacce (m. 1377), molto vicina al torrente Vogna.
- Pra d'Otra (m. 1466), molto vicina all'alpe Pianacce, in prossimità di un canalone.
- Alpe Ovago (m. 1444), su un'ampia piana a lato del Vogna.
- Alpe Cavallirio (m. 1505), a fianco dell'alpe Ovago.
- Alpe Fornale di Sotto (m. 1862), alpeggio diroccato sommerso da vegetazione.
- Alpe Fornale (m. 2109), su ripido terreno, si trova sotto alla Bocchetta del Fornale.
- Alpe Bosa (m. 2024), vasta piana con laghetto.
- Alpe Tillio (m. 2192), situata sulla sponda del lago del Tillio.
- Alpe Buzzo inferiore (m. 1698), nel vallone del Maccagno.
- Alpe Buzzo superiore (m. 1718), poco più elevata di Buzzo inferiore.
- Alpe Pioda di Sotto (m. 1830), si trova su un bel pratone.
- Alpe Pioda di Sopra (m. 1877), molto vicina alla precedente.
- Alpe Cortese (m. 2069), su una balza erbosa sopra un dirupo, poco più in basso dell'omonimo lago.
- Alpe Camino (m. 2031), in una piana vastissima nel vallone del Maccagno.
- Alpe Maccagno (m. 2188), una delle Alpi più caratteristiche della valle, ancora in uso; è situata tra due laghetti cristallini.
- Alpe Oro (m. 2090), sotto le pareti della Punta Carestia.
- Alpe Spinale (m. 1904), bel prato con diverse baite caratteristiche, sulla strada per il Rifugio Carestia.
- Alpe delle Pile (m. 2201), piana panoramica, qui è situato il Rifugio abate Antonio Carestia.
- Alpe Rissuolo (m. 2264), con le rovine del vecchio punto d'appoggio.
- Alpe Larecchio (m. 1900), altra alpe molto caratteristica, composta da un gruppo di baite situate in una piana percorsa da diversi ruscelletti, con a poca distanza un laghetto.
- Alpe Valdobbia (m. 2125), sulla strada del Colle Valdobbia.
- Sotto le Pisse (m. 1912), verso l'imbocco del Vallone del Forno.
- Le Pisse (m. 2230), alpeggio su un ripidissimo prato.
- Le Piane (m. 1832), vasta piana erbosa.
- Alpe Poesi (m. 1715), situata nel bosco sopra Selveglio.

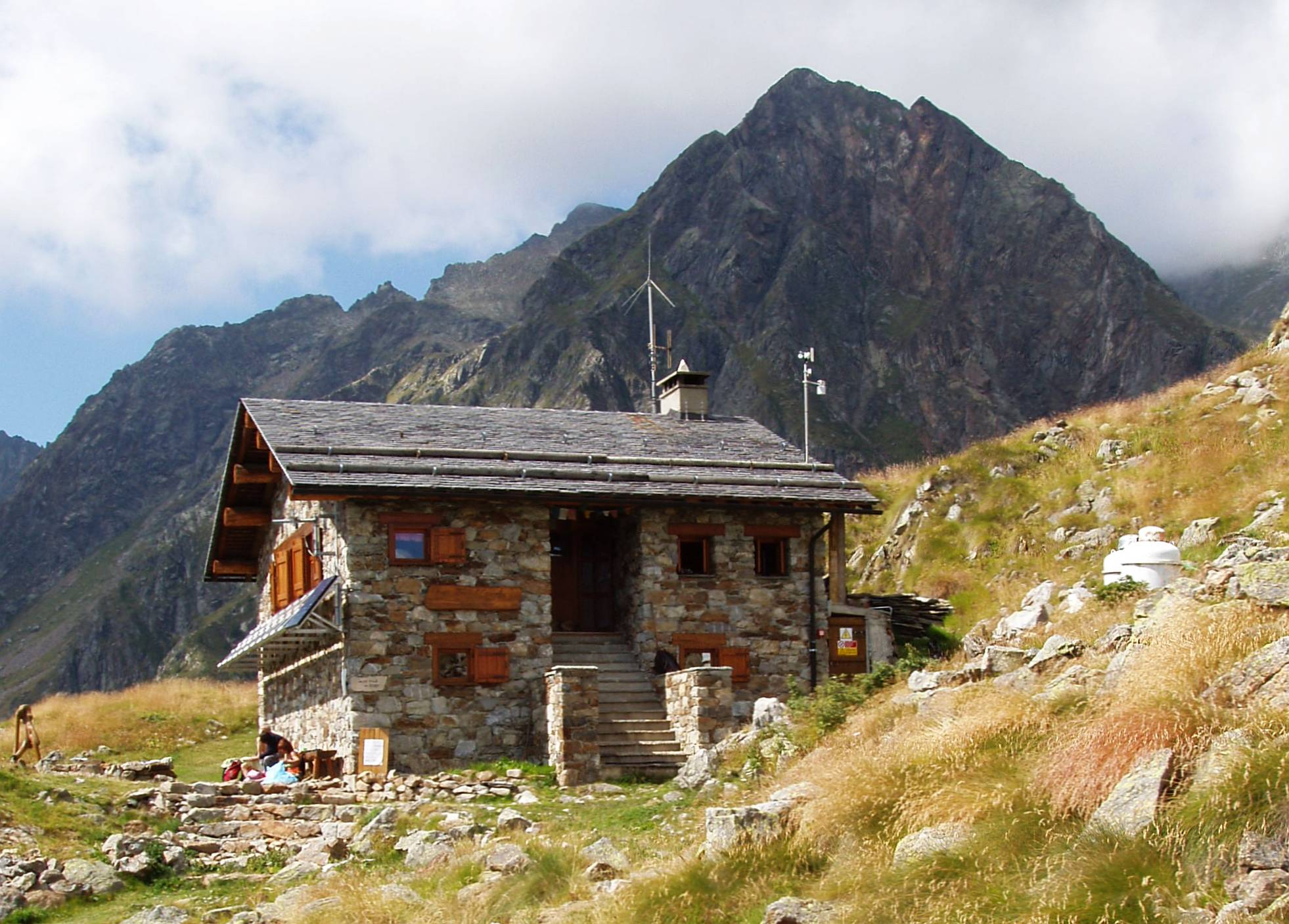
Il Rifugio abate Antonio Carestia, presso l'Alpe Pile.

## Rifugi e punti di appoggio
- Rifugio Val Vogna (m. 1381), in frazione Sant'Antonio.
- Rifugio abate Antonio Carestia (m. 2201), all'alpe Pile.
- Rifugio Ospizio Sottile (m. 2480), al colle di Valdobbia.
- Casa Margherita (m. 1354), presso Cà di Janzo.
- Alpe Larecchio (m. 1900), presso l'omonima alpe.
- Rifugio Edelwiess, (m. 1449), in frazione Peccia.
- Alpe Maccagno, (m. 2188), presso l'omonima alpe.

## Sentieri ed escursioni

### Escursionistici (E)
La Val Vogna è percorsa da una fitta rete di sentieri facili e adatti a tutti.

#### Da Cà di Janzo
- Sentiero 210, dal parcheggio sale una bella mulattiera, che con stretti tornanti guadagna la frazione Selveglio, poi l'Alpe Poesi e l'Alpe Piana, fino a raggiungere Cima Mutta (2 h dal parcheggio)
- Sentiero SA, dal parcheggio arrivare a Selveglio con il 210, da li parte un lungo traverso che passa per le frazioni Walser Oro, Ca' Vescovo, Rabernardo, Cambiaveto; fino a ridiscendere in valle in prossimità di Peccia. (1.30 h per tutto il traverso)
- Sentieri GTA, SI, VA, sono parte di lunghe traversate a tappe e seguono la strada asfaltata.

#### Da Peccia
- Sentiero GTA, 205, parte da Peccia e al ponte Napoleonico gira a sinistra traversando anche il Vogna con un altro ponte; passa per gli alpeggi Buzzo inferiore e superiore, Pioda di sotto e di sopra, Alpe Camino, Alpe del Maccagno, traversa il Piccolo Lago Nero e giunge al Passo del Maccagno. (4 h da peccia). Biforcazioni del 205: 205a, dall'alpe Pioda di Sopra parte ripido sulla sinistra per l'Alpe Cortese, il Lago del Cortese e termina alla Bocchetta del Cortese, per poi scendere in Valle Artogna. (2 h dall'Alpe Pioda). 205b, Dall'Alpe del Maccagno parte sulla destra e porta al Lago della Caudrola. (30 min. dal Maccagno). 205c, dal Piccolo Lago Nero si biforca sulla destra fino al Colle del Laghetto, (30 min. dal lago). 205d, poco più avanti dell'alpe del Maccagno sulla destra parte questo sentiero che porta al Colle della Meia. (1 h dall'alpe).
- Sentiero 206, dal ponte napoleonico si segue il 205 fino all'alpe Buzzo inferiore, ora sulla sinistra parte ripido il 206 che porta al Lago del Tillio, a un Colletto e al Lago del Cortese, incrociandosi qui con il 205a. (2 h dall'alpe Buzzo). Biforcazioni del 206: 206a, dal Lago del Tillio parte sulla Sinistra per un colletto fino a raggiungere l'Alpe Bosa, (1 h dal lago del Tillio).
- Sentiero 207, da Peccia si attraversa il Vogna con un ponticello, poi il sentiero si fa ripido, passando per l'alpe Fornale di Sotto e l'alpe Bosa termina il suo percorso facile all'alpe Fornale, da qui diviene (EE).
- Sentiero 201, dal Ponte Napoleonico parte ripido sulla destra, passando per la frazione Montata e proseguendo fino al Colle Valdobbia. (3 h da Peccia). Biforcazioni del 201: 201a, fa una leggera deviazione passando per l'Alpe Larecchio, per poi ri-immettersi nel principale 201, (15 min. in più).
- Sentiero 202, da Peccia o dalla strada carrozzabile sale attraversando l'Alpe Spinale, passa per il Rifugio abate Antonio Carestia, per il lago Bianco e termina il suo tratto facile per continuare fino al Corno Bianco ma con difficoltà (EEA). Biforcazioni del 202: 202a, dal Lago Bianco parte sulla sinistra per raggiungere il Passo dell'Alpetto. (45 min. dal lago). 202b, dal Lago nero sulla sinistra lo costeggia e poi sale fino al Passo di Rissuolo, (30 min. dal lago). 202c, dal lago Nero arriva con una breve salita al Lago Verde. (25 min. dal lago Nero).
- Sentiero 211, da Peccia si sale a Cambiaveto e da li sale molto ripido fino alle Pisse di Sotto, poi prosegue nel Vallone del Forno ma non è segnalato. (2,30 h da Peccia)

### Per escursionisti esperti (EE/EEA)
- Al Corno Bianco per il 202, dal Lago Nero (a cui si arriva con percorso facile) si sale sulla destra, si affrontano i passaggi con catene del Passo d'Artemisia e si arriva in vetta dalla cresta sud. (2 h dal Lago Nero, (EEA)).
- Alla Bocchetta del Fornale per il 207, dall'Alpe Fornale si sale per pietraie fino al colle (40 min. dall'alpe (EE)).
- Al Passo delle Pisse, dalle Pisse di Sotto si continua su traccia molto ripida ed esposta fino al colle (50 min. dalle Pisse (EE)).

## Alpinismo
In val Vogna le cime rocciose e con creste affilate e pareti sono molte, su queste si sviluppano diverse vie alpinistiche tra le quali:
- Corno Bianco, per il Vallone del Forno.
- Punta di Nétschò per la cresta di Nétschò o dalla Bocchetta di Nétschò.
- Punta di Tschampono per canalino est.
- Cresta del Corno Rosso e i Corni del Pallone.
- Normale al Monte della Meia.

## Altre attività

### Attività fluviali
il Torrente Vogna crea molte cascate e pozze cristalline, sui tratti migliori è praticato il Torrentismo o il Kayaking estremo.
In alcuni laghi è possibile praticare la pesca sportiva.

### Arrampicata sportiva
Negli ultimi anni su alcuni massi in prossimità di Peccia si pratica il Bouldering, sui più grossi sono state anche aperte vie di diverse difficoltà.

### Sci Alpinismo
Con i suoi molti valloni la Val Vogna è perfetta per lo sci alpinismo, che si pratica soprattutto nella Valdobbia e nel Vallone del Maccagno.

## Luoghi d'interesse
- Chiesa della Madonna delle Pose, con i resti delle fortificazioni a difesa della Valsesia costruite alla fine del XVII secolo.
- Oratorio di S. Antonio, nell'omonima frazione
- Museo etnografico walser, in una tipica casa del XVII secolo (m. 1545) presso la frazione Rabernardo.
- Oratorio di S. Grato alla frazione Peccia